# 上斯特魯京
48°55′28″N 24°4′25″E / 48.92444°N 24.07361°E
上斯特魯京（烏克蘭語：Верхній Струтинь），是烏克蘭西部的村莊，隸屬伊萬諾-弗蘭科夫斯克州的卡盧什區。該村始建於1378年，面積20.6平方公里，2001年人口1,907，人口密度每平方公里92.4人。